# Paracedemon ruber
Paracedemon ruber là một loài bọ cánh cứng trong họ Cerambycidae.